# Viškovići
Viškovići je naselje u Republici Hrvatskoj, u sastavu Općine Raša, Istarska županija. 

## Stanovništvo
Prema popisu stanovništva iz 2001. godine, naselje je imalo 182 stanovnika te 63 obiteljskih kućanstava.
| broj stanovnika |       |       | 108   | 104   | 109   | 142   |       |       | 182   | 123   | 97    | 68    | 180   | 187   | 182   | 170   | 129   |
|                 | 1857. | 1869. | 1880. | 1890. | 1900. | 1910. | 1921. | 1931. | 1948. | 1953. | 1961. | 1971. | 1981. | 1991. | 2001. | 2011. | 2021. |

## Poznate osobe
Iz Viškovićâ je pomorac Toma Višković, zvani Šturlo, član austro-ugarske polarne ekspedicije koja se je zaputila proljeća 1881. i 1882. iskrcala na Jan Mayen. Umro je od sušice 15. srpnja 1882. i pokopan na tom otoku. Grob mu obilježava križ ljudske veličine, koji stoji i danas. Grob Tome Viškovića je najsjeverniji hrvatski grob.